# Wijken en buurten in Almelo

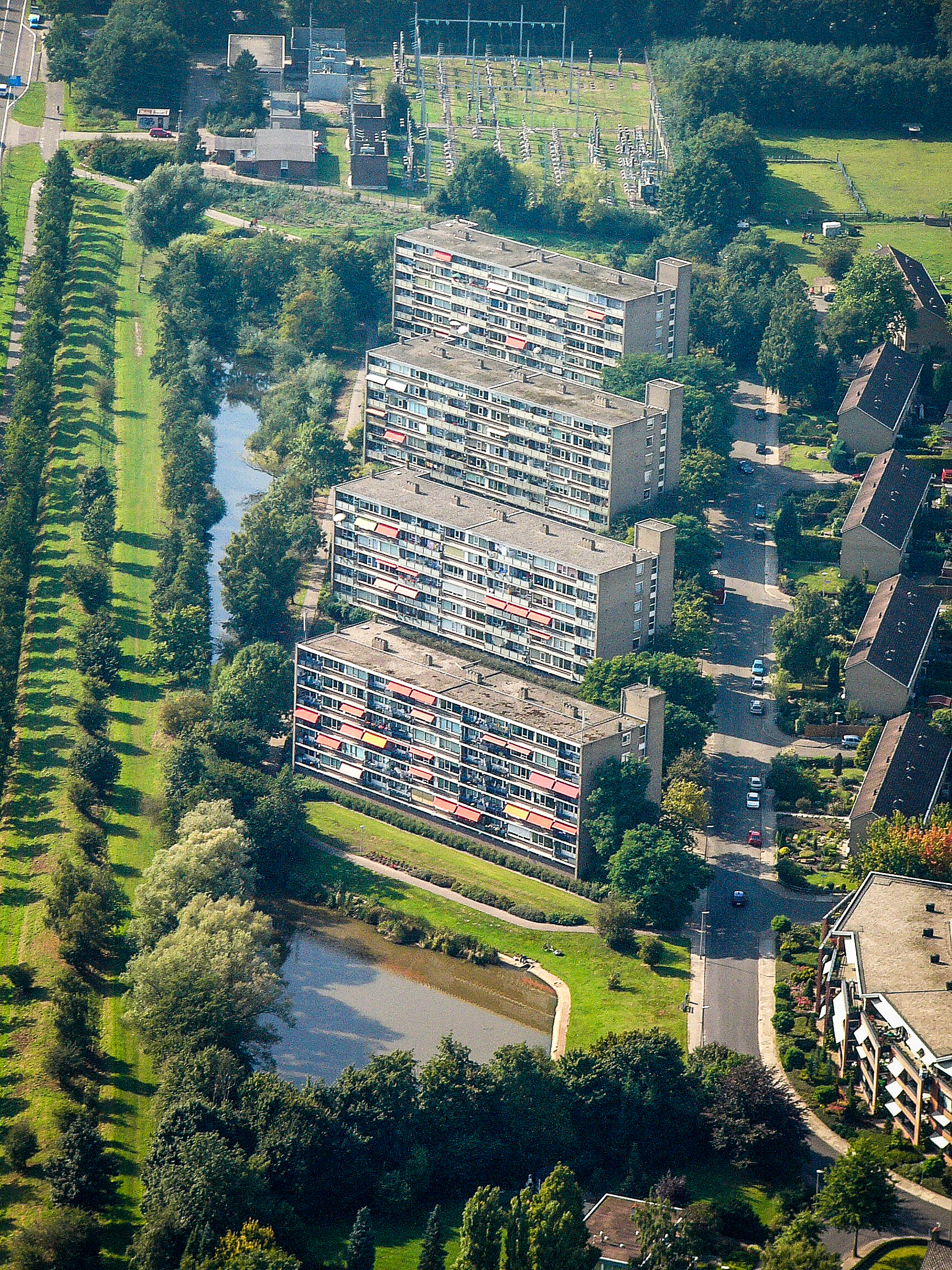
Mozartstraat, Aalderinkshoek

De Nederlandse gemeente Almelo is voor statistische doeleinden onderverdeeld in wijken en buurten. De gemeente is verdeeld in de volgende statistische wijken:
- Wijk 10 Binnenstad (CBS-wijkcode:014110)
- Wijk 11 De Riet (CBS-wijkcode:014111)
- Wijk 12 Noorderkwartier (CBS-wijkcode:014112)
- Wijk 13 Sluitersveld (CBS-wijkcode:014113)
- Wijk 14 Wierdense Hoek oftewel Aalderinkshoek en Kerkelanden (CBS-wijkcode:014114)
- Wijk 15 Nieuwstraat-Kwartier (CBS-wijkcode:014115)
- Wijk 16 Ossenkoppelerhoek (CBS-wijkcode:014116)
- Wijk 17 Hofkamp (CBS-wijkcode:014117)
- Wijk 18 Schelfhorst (CBS-wijkcode:014118)
- Wijk 19 Windmolenbroek (CBS-wijkcode:014119)
- Wijk 20 Aadorp (CBS-wijkcode:014120)
- Wijk 21 Bornerbroek (CBS-wijkcode:014121)

Een statistische wijk kan bestaan uit meerdere buurten. Onderstaande tabel geeft de buurtindeling met kentallen volgens het Centraal Bureau voor de Statistiek (2022):
| CBS-buurtcode | Buurtnaam                                 | Inwonertal | Opp. totaal (ha) | Opp. land (ha) | Ligging                |
| ------------- | ----------------------------------------- | ---------- | ---------------- | -------------- | ---------------------- |
| BU01411000    | Binnenstad-Noord                          | 2210       | 73               | 70             | Locatie in de gemeente |
| BU01411001    | Binnenstad-Zuid                           | 1215       | 38               | 38             | Locatie in de gemeente |
| BU01411002    | Ulk en omgeving                           | 965        | 10               | 10             | Locatie in de gemeente |
| BU01411003    | Java en omgeving                          | 980        | 10               | 10             | Locatie in de gemeente |
| BU01411100    | Bornsestraat Midden-Riet Noord            | 1045       | 12               | 12             | Locatie in de gemeente |
| BU01411101    | Bornsestraat en omgeving Zuid             | 1465       | 11               | 11             | Locatie in de gemeente |
| BU01411102    | Arendsboer en omgeving Noord              | 1265       | 22               | 22             | Locatie in de gemeente |
| BU01411103    | Nieuwland                                 | 2075       | 32               | 32             | Locatie in de gemeente |
| BU01411104    | Arendsboer en omgeving Zuid-Riet Zuid     | 1265       | 4                | 4              | Locatie in de gemeente |
| BU01411105    | Bedrijventerrein Bornsestraat             | 80         | 12               | 12             | Locatie in de gemeente |
| BU01411109    | Verspreide huizen wijk 11                 | 200        | 218              | 216            | Locatie in de gemeente |
| BU01411200    | Vriezenveenseweg en omgeving Haghoek Oost | 1130       | 34               | 34             | Locatie in de gemeente |
| BU01411201    | Parkweg en omgeving                       | 1970       | 51               | 51             | Locatie in de gemeente |
| BU01411202    | Vriezenveenseweg en omgeving Haghoek West | 1470       | 26               | 26             | Locatie in de gemeente |
| BU01411203    | Indië                                     | ??         | ??               | ??             | ??                     |
| BU01411204    | Bedrijventerrein Dollegoor Turfkade       | ??         | ??               | ??             | ??                     |
| BU01411205    | Bedrijvenpark Twente                      | ??         | ??               | ??             | ??                     |
| BU01411206    | Aaboer                                    | ??         | ??               | ??             | ??                     |
| BU01411209    | Verspreide huizen wijk 12                 | 730        | 422              | 387            | Locatie in de gemeente |
| BU01411300    | Ootmarsumsestraat en omgeving             | 1480       | 41               | 41             | Locatie in de gemeente |
| BU01411301    | Markgraven                                | 1380       | 47               | 45             | Locatie in de gemeente |
| BU01411302    | Rumerslanden                              | 1160       | 20               | 20             | Locatie in de gemeente |
| BU01411303    | Wester-Sluitersveldlanden                 | 1350       | 26               | 26             | Locatie in de gemeente |
| BU01411304    | Robbenhaarsweg Noord                      | ??         | ??               | ??             | ??                     |
| BU01411305    | Mooie Vrouwenweg en omgeving              | ??         | ??               | ??             | ??                     |
| BU01411309    | Verspreide huizen wijk 13                 | 470        | 332              | 328            | Locatie in de gemeente |
| BU01411400    | Rohof en omgeving                         | 820        | 18               | 18             | ??                     |
| BU01411401    | Wierdensebrug en omgeving                 | 380        | 16               | 15             | ??                     |
| BU01411402    | Kerkelanden                               | 830        | 18               | 18             | Locatie in de gemeente |
| BU01411403    | Aalderinkshoek Noordoost                  | 650        | 30               | 30             | Locatie in de gemeente |
| BU01411404    | Aalderinkshoek Zuidoost                   | 500        | 16               | 16             | Locatie in de gemeente |
| BU01411405    | Aalderinkshoek Noordwest                  | 1800       | 22               | 22             | Locatie in de gemeente |
| BU01411406    | Aalderinkshoek Zuidwest                   | 1040       | 17               | 17             | Locatie in de gemeente |
| BU01411409    | Verspreide huizen wijk 14                 | 300        | 461              | 441            | Locatie in de gemeente |
| BU01411500    | Nieuwstraat -Witvoet en omgeving          | 1140       | 26               | 26             | ??                     |
| BU01411501    | Wonde en omgeving                         | 760        | 14               | 14             | Locatie in de gemeente |
| BU01411502    | Achterlanden en omgeving                  | 650        | 12               | 12             | Locatie in de gemeente |
| BU01411600    | Boomplaats                                | 960        | 14               | 14             | Locatie in de gemeente |
| BU01411601    | Ossenkoppelerhoek Oost                    | 1080       | 16               | 16             | Locatie in de gemeente |
| BU01411602    | Beeklust                                  | 810        | 12               | 11             | Locatie in de gemeente |
| BU01411603    | Ossenkoppelerhoek Midden Noord            | 1190       | 17               | 17             | Locatie in de gemeente |
| BU01411604    | Ossenkoppelerhoek West                    | 1940       | 48               | 47             | Locatie in de gemeente |
| BU01411605    | Ossenkoppelerhoek Midden Zuid             | 1060       | 28               | 28             | Locatie in de gemeente |
| BU01411700    | Hofkamp West                              | 780        | 10               | 10             | Locatie in de gemeente |
| BU01411701    | Hofkamp Oost                              | 1170       | 23               | 23             | Locatie in de gemeente |
| BU01411702    | Paradijs                                  | 410        | 48               | 48             | Locatie in de gemeente |
| BU01411703    | Kollenveld                                | 830        | 286              | 282            | Locatie in de gemeente |
| BU01411709    | Verspreide huizen wijk 17                 | 130        | 554              | 544            | ??                     |
| BU01411800    | Schelfhorst Zuidwest                      | 1310       | 49               | 48             | Locatie in de gemeente |
| BU01411801    | Drakensteyn en omgeving                   | 1470       | 22               | 22             | Locatie in de gemeente |
| BU01411802    | Schelfhorst Noordwest                     | 2010       | 53               | 52             | Locatie in de gemeente |
| BU01411803    | Havezathe                                 | 1830       | 25               | 25             | Locatie in de gemeente |
| BU01411804    | Schelfhorst Noordoost                     | 1480       | 29               | 27             | Locatie in de gemeente |
| BU01411805    | Schelfhorst Zuidoost                      | 3400       | 71               | 70             | Locatie in de gemeente |
| BU01411806    | Veenelanden                               | 20         | 83               | 80             | Locatie in de gemeente |
| BU01411900    | Groeneveld                                | 520        | 77               | 76             | Locatie in de gemeente |
| BU01411901    | Kanaalzijde                               | 1580       | 154              | 122            | Locatie in de gemeente |
| BU01411902    | Leemslagen Noord                          | 1630       | 25               | 25             | Locatie in de gemeente |
| BU01411903    | Leemslagen Zuid                           | 1750       | 30               | 30             | Locatie in de gemeente |
| BU01411904    | Zeven Bosjes                              | 1400       | 123              | 119            | Locatie in de gemeente |
| BU01411905    | Leemslagen Oost                           | 1360       | 42               | 42             | Locatie in de gemeente |
| BU01411906    | Huttenveld                                | 1840       | 47               | 47             | Locatie in de gemeente |
| BU01411907    | Maardijk                                  | 1100       | 38               | 38             | Locatie in de gemeente |
| BU01411908    | Bedrijventerrein Twentepoort - Stadion    | 650        | 52               | 52             | ??                     |
| BU01411909    | Nijrees                                   | 2290       | 39               | 39             | Locatie in de gemeente |
| BU01411910    | Bedrijventerrein XL Businesspark          | 320        | 194              | 194            | ??                     |
| BU01411920    | Verspreide huizen wijk 19                 | ??         | ??               | ??             | ??                     |
| BU01412000    | Aadorp West                               | 380        | 70               | 68             | Locatie in de gemeente |
| BU01412001    | Aadorp Oost                               | 1090       | 103              | 100            | Locatie in de gemeente |
| BU01412100    | Bornerbroek Kern                          | 920        | 58               | 58             | Locatie in de gemeente |
| BU01412109    | Verspreide huizen wijk 21                 | 890        | 1677             | 1628           | Locatie in de gemeente |